# 保良局甲子何玉清中學
保良局甲子何玉清中學（英語：Po Leung Kuk Ho Yuk Ching (1984) College）是一所位於香港將軍澳的津貼學校，由保良局於1984年（甲子年）議決開辦，再於1994年正式開校。2013年前稱保良局甲子年中學（英語：Po Leung Kuk 1984 College）。

## 歷年校長
- 常國柱（1994年－2009年）
- 王翠萌（2009年－2022年）
- 林明茵（2022年－）

## 鄰近
- 坑口村
- 港澳信義會小學
- 富寧花園
- 將軍澳醫院
- 港鐵坑口站
- 東港城

## 校外比賽
- 2015-2016年度香港學界籃球精英賽
- 香港步操樂團公開賽 六連金

## 外部連結
- 保良局甲子何玉清中學官方網站 （页面存档备份，存于）